# Adam's Rib
Adam's Rib és una pel·lícula estatunidenca dirigida per George Cukor i estrenada l'any 1949.	

## Argument
Amanda i Adam Bonner són un matrimoni perfecte. Tots dos són advocats, ella està preocupada pels drets de la dona i ell per la defensa de la llei a ultrança. La parella participa en el judici contra una dona que ha disparat contra el seu marit i l'amant del seu marit, ella és defensora i ell és fiscal.

## Comentaris

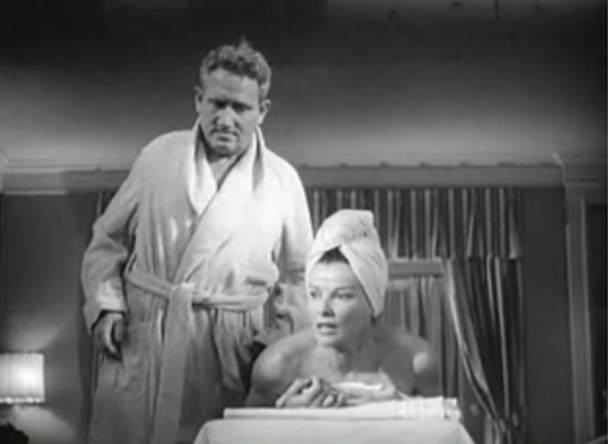
Spencer Tracy i Katharine Hepburn al film

Sofisticada comèdia sobre la guerra de sexes. Comèdia modèlica fermament assentada en la tradició que va generar al seu torn una sèrie de nous arquetips que s'hi incorporarien. La interferència entre la vida professional i conjugal dels protagonistes donarà peu a una sèrie de situacions de brillant execució i to eminentment àcid. Fins i tot l'imposat final feliç no restarà exempt d'un escepticisme una mica sardònic.
És una comèdia progressista amb un guió intel·ligent i subtil, narrada amb audàcia i convicció i amb continus gestos de complicitat intel·lectuals. La interpretació d'uns actors de luxe no té fissures. Hi ha algunes escenes memorables, com les discussions del matrimoni Bonner, un estira-i-arronsa entre el camp professional i l'amorós.
Quan es va rodar la pel·lícula els guionistes Garson Kanin i Ruth Gordon formaven matrimoni, Spencer Tracy i Katharine Hepburn havien començat unes tempestuoses i vetllades relacions, i totes dues parelles guardaven amistat entre si i amb el director George Cukor i Judy Holliday.

## Repartiment
- Spencer Tracy: Adam Bonner
- Katharine Hepburn: Amanda Bonner
- Judy Holliday: Doris Attinger
- Tom Ewell: Warren Francis Attinger
- David Wayne: Kip Lurie
- Jean Hagen: Beryl Caighn
- Hope Emerson: Olympia La Pere
- Eve March: Grace
- Clarence Kolb: Jutge Reiser
- Emerson Treacy: Jules Frikke
- Polly Moran: Mme McGrath
- Will Wright: Jutge Marcasson
- Elizabeth Flournoy: Dr. Margaret Brodeigh

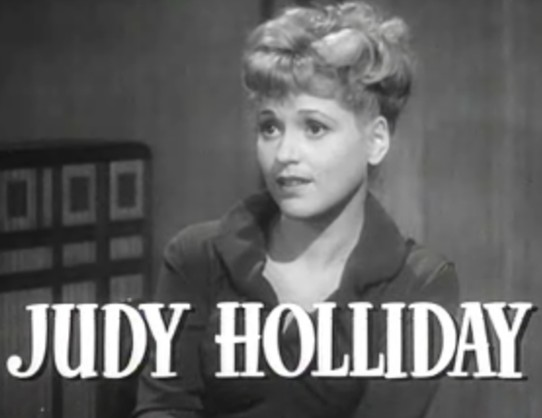
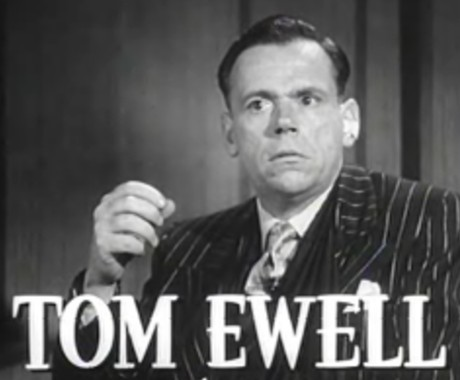
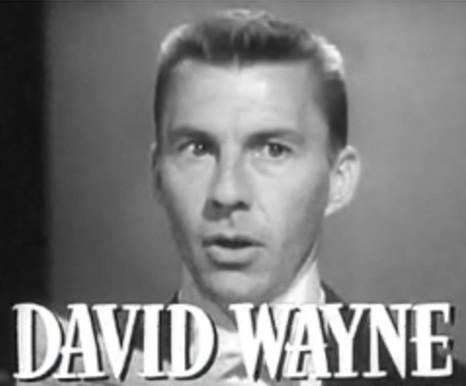
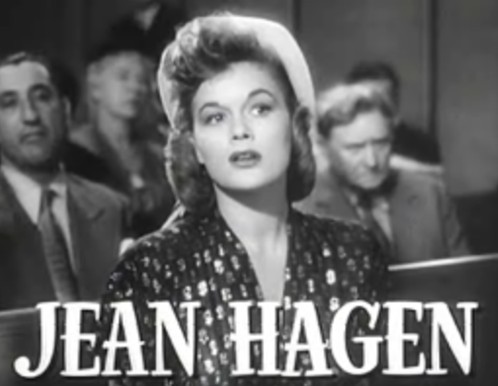

- Polly Moran: Mrs. McGrath

## Producció i crítica
Segons els registres de MGM, la pel·lícula va obtenir 2.971.000 dòlars als Estats Units i Canadà i 976.000 dòlars a altres llocs, amb el resultat d'un benefici de 826.000 dòlars.
Al lloc web de revisions Rotten Tomatoes, Adam's Rib té una puntuació "fresca" del 100% basada en 26 ressenyes, amb una valoració mitjana de 8,1/10; el consens per a la pel·lícula diu: "Emparellat per l'enginyós i sofisticat guió de Garson Kanin, George Cukor, Spencer Tracy i Katherine [sic] Hepburn es troben en la millor forma de la comèdia clàssica Adam's Rib".

## Premis i Nominacions

### Nominacions[5]
- Oscar al millor guió original (Ruth Gordon, Garson Kanin)